# David Sassoon
David Sassoon, in ebraico דוד ששון‎? (Baghdad, ottobre 1792 – Poona, 7 novembre 1864), Tesoriere di Baghdad dal 1817 al 1829 sotto il governatorato mamelucco iraqeno, divenne il capo della comunità ebraica di Bombay (ora Mumbai) dopo che la comunità di Baghdad vi emigrò nella prima metà del XIX secolo. Fu uno dei principali commercianti di cotone e oppio in Cina.

## Biografia
Sassoon nacque a Baghdad, dove suo padre, Saleh Sassoon (1750-1830, era un ricco imprenditore ebreo, capo tesoriere dei pascià (governatori di Baghdad) dal 1781 al 1817, e presidente (in ebraico נָשִׂיא‎?, Nasi) della comunità ebraica cittadina.
La famiglia apparteneva agli ebrei dell'Iraq; sua madre era Amam Gabbai. Dopo un'istruzione tradizionale in lingua ebraica, Sassoon sposò Hannah nel 1818: la coppia ebbe due figli e due figlie prima che Hannah morisse nel 1826. Due anni dopo Sassoon sposò Farha Hyeem (nata nel 1812 e deceduta nel 1886). La coppia ebbe sei figli e tre figlie.

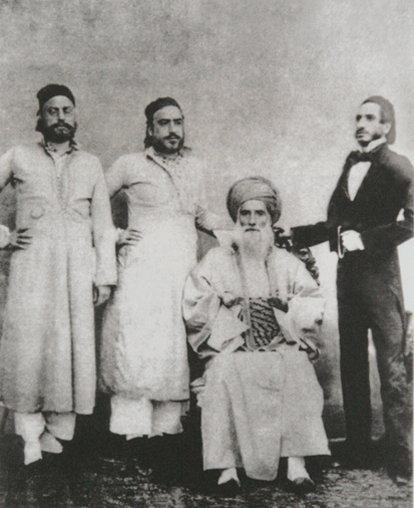
David Sassoon (seduto) ed i suoi figli Elias David Sassoon, Albert Abdallah David Sassoon & Sassoon David Sassoon

Dopo le continue persecuzioni contro gli ebrei baghadadi da parte di Dawud Pascià, la famiglia si trasferì a Bombay passando per la Persia. Sassoon iniziò i suoi affari a Bombay non più tardi del 1832, dapprima agendo come intermediario tra le ditte tessili britanniche ed i mercanti di materie prime del Golfo, poi investendo in pregiate proprietà portuali. La sua concorrenza maggiore proveniva dai Parsi, i cui profitti erano generati dal rispettivo dominio del commercio dell'oppio sino-indiano dagli anni 1820.
Quando il Trattato di Nanchino aprì la Cina ai commercianti britannici, Sassoon sviluppò le sue operazioni tessili in un redditizio commercio triangolato: filato indiano e oppio venivano trasportati in Cina, dove egli comprava le merci che erano poi vendute in Gran Bretagna, da dove otteneva prodotti di cotone del Lancashire. Mandò suo figlio Elias David Sassoon a Canton, dove fu il primo commerciante ebreo (con 24 competitori parsi). Nel 1845, David Sassoon & Co. aprì un ufficio in quella che sarebbe presto diventata la concessione britannica di Shanghai e che divenne il secondo centro operativo della ditta.
Nel 1844 Sassoon impiantò una succursale a Hong Kong e un anno dopo una branca di Shanghai sul Bund per profittare dal commercio dell'oppio.
Solo a partire dal 1860 i Sassoon furono in grado di guidare la comunità ebraica baghdadi al sorpasso del predominio parsi. Una particolare opportunità fu data dalla Guerra di secessione americana, durante la quale le esportazioni americane di cotone sudista diminuirono. Le fabbriche del Lancashire sostituirono le importazioni di cotone americano con il cotone indiano di Sassoon. Insieme con uomini d'affari parsi come Sir Jamsetjee Jejeebhoy (1783-1859), David Sassoon continuò il suo commercio con la Cina e con i relativi profitti iniziò la sua attività di produzione d'olio. Il suo primo mulino venne chiamato "E.D. Sassoon Mills" e gli procurò ingente ricchezza. In seguito i Sassoon furono i più grandi proprietari di mulini, rinomati come i Badshah del mondo degli affari di Bombay. Nel complesso operarono 17 mulini, ogni mulino con circa 15-20.000 lavoratori. In seguito, David Sassoon avviò imprese anche nel cotone, nei tessuti ed in varie altre industrie su larga scala.
David Sassoon, come ebreo ortodosso, continuò a praticare le sue osservanze religiose ebraiche, rispettando lo Shabbat per tutta la vita. Fu inoltre un membro dell'Assemblea legislativa dell'epoca. Costruì uno delle sinagoghe più grandi e più belle dell'India, la Sinagoga Magen David di Byculla, a Bombay; fece costruire anche la Sinagoga Ohel David di Pune. Oggi queste sono ben note attrazioni turistiche e costituiscono una parte importante del patrimonio culturale dell'India. Vari trust di beneficenza, ancora in operazione a tutt'oggi, finanziati dal suo reddito privato e che portano il suo nome e/o di altri membri della sua famiglia. David Sassoon finanziò monumenti e istituzioni educative a Mumbai, nonché i "Sassoon Docks" nel porto di Colaba, nella città stessa.
Ben presto venne a vivere con la sua famiglia in una casa sontuosa ristrutturata e chiamata Byculla's Bungalow, ex palazzo di Shin Sangoo. Questo fu poi donato al Parsi Trust ed è oggi l'Ospedale Masina. Nelle vicinanze, un'altra sua proprietà terriera, la Rani Bagh (Jijamata Udyann), fu donata alla Mumbai Municipal Corporation per la costruzione del Museo Dr. Bhau Daji Lad (Albert Museum), progettato dall'architetto più importante del tempo. L'interno è esattamente come la Sinagoga Magen David di Byculla e l'Ohel David di Pune, con un'alta torre dell'orologio, la Victoria Clock Tower.

## Lascito
Sebbene non parlasse inglese, David Sassoon acquisì la cittadinanza britannica nel 1853. Continuò a vestirsi e a comportarsi come un ebreo baghdadi, ma permisi ai propri figli di adottare modi e costumi inglesi. Suo figlio Albert Abdullah David cambiò il nome in Albert, si trasferì in Inghilterra e divenne baronetto, sposandosi poi con un membro della famiglia Rothschild. Tutti i Sassoons d'Europa pare che siano discendenti di David Sassoon. David Sassoon fu consapevole del suo ruolo di guida della comunità ebraica di Mumbai, fece edificare diverse sinagoghe nell'area cittadina, una scuola, un istituto di meccanica, biblioteche e convalescenziari a Pune, facendo inoltre crescere il senso di identità ebraica tra le comunità ebraiche di Cochin e Bene Israel.
David Sassoon morì nella sua casa di campagna a Pune nel 1864. I suoi interessi d'affari e società furono ereditati dal figlio primogenito Sir Albert Sassoon; il figlio Elias David fondò una ditta concorrente.

## Galleria d'immagini

Il Sassoon Hospital di Pune (India)
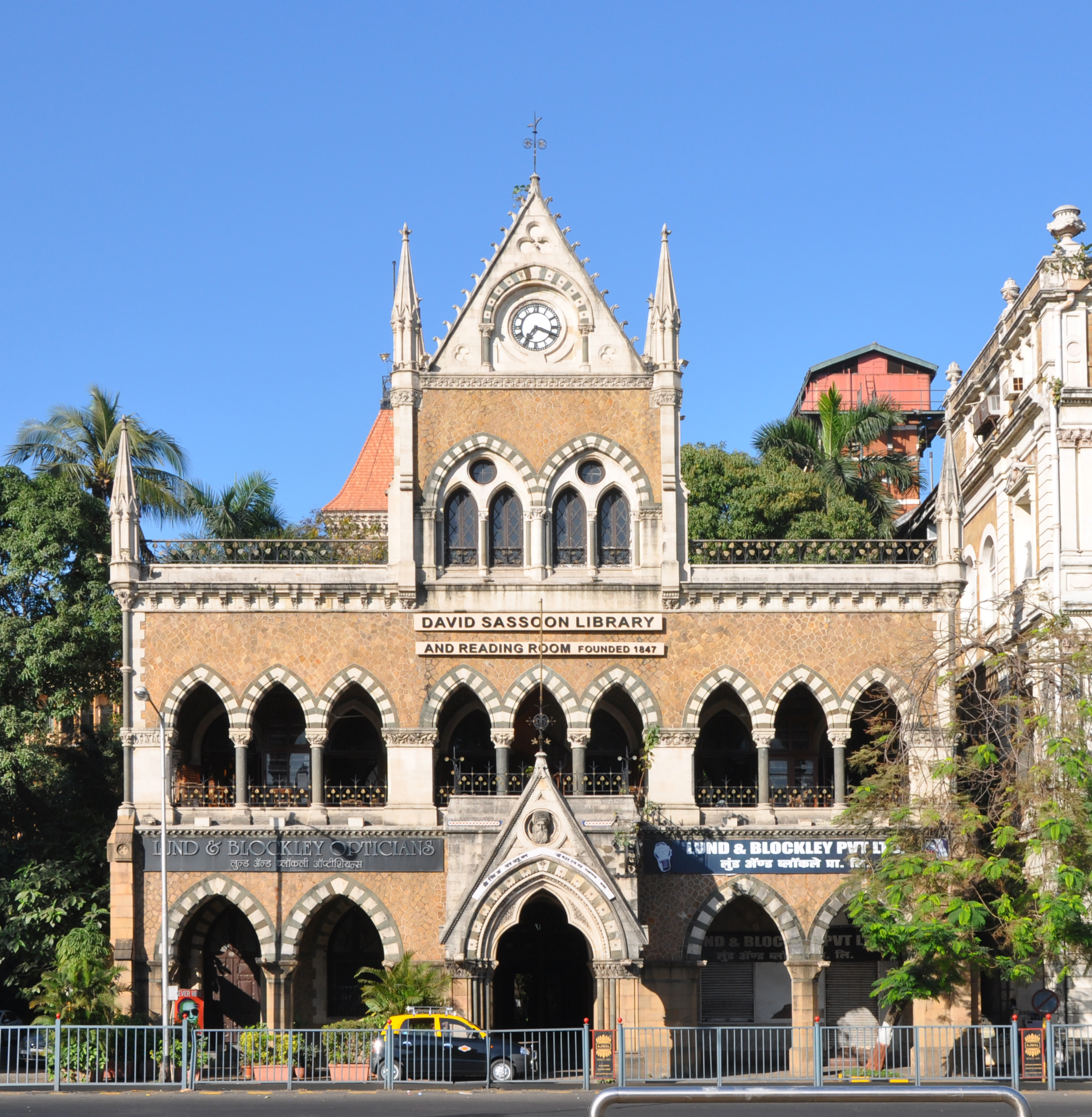
La Biblioteca David Sassoon a Mumbai (India)
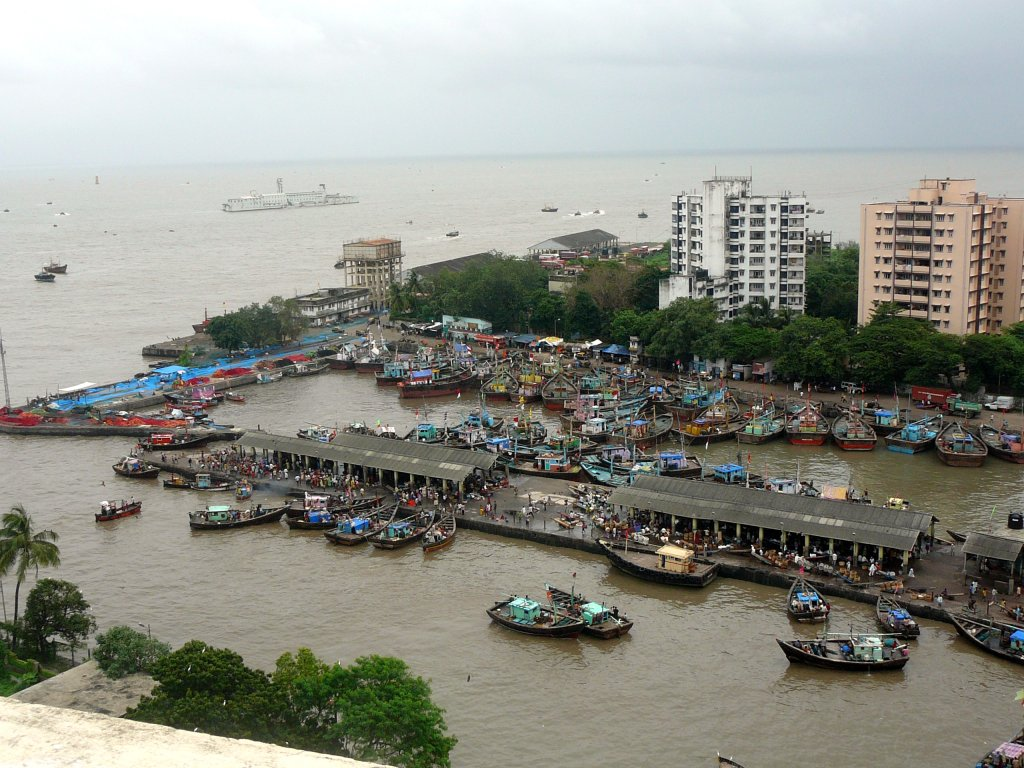
Porto Sassoon, Mumbai (India)
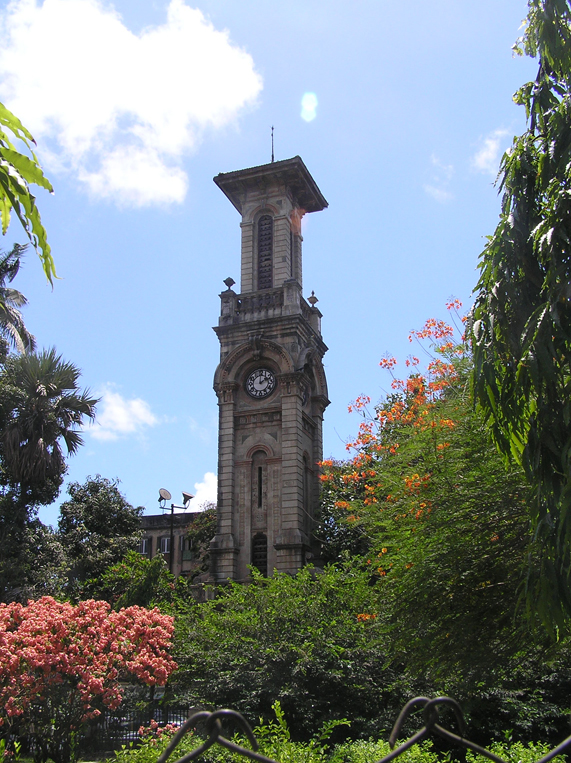
Torre dell'orologio Jijamata Udyann
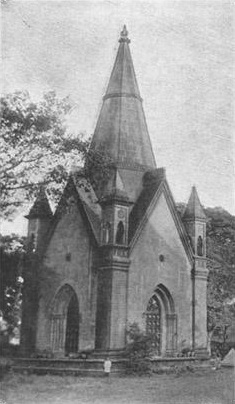
Tomba di David Sassoon a Pune (India)
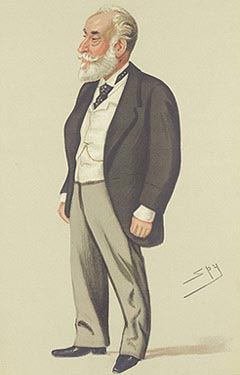
Caricatura di Sir Albert Abdallah David Sassoon su Vanity Fair del 16 agosto 1879. La didascalia leggeva: "The Indian Rothschild"
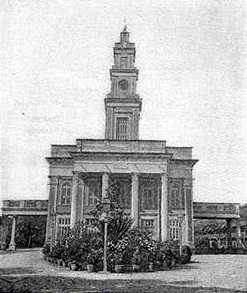
Magen David o Sinagoga Sha'ar Ha-Rahamin, Bombay, fine XIX secolo